# Podgórzyn (Neder-Silezië)
Podgórzyn (Duits: Giersdorf) is een dorp in het Poolse woiwodschap Neder-Silezië, in het district Jeleniogórski. De plaats maakt deel uit van de gemeente Podgórzyn en telt 1789 inwoners.

## Galerij

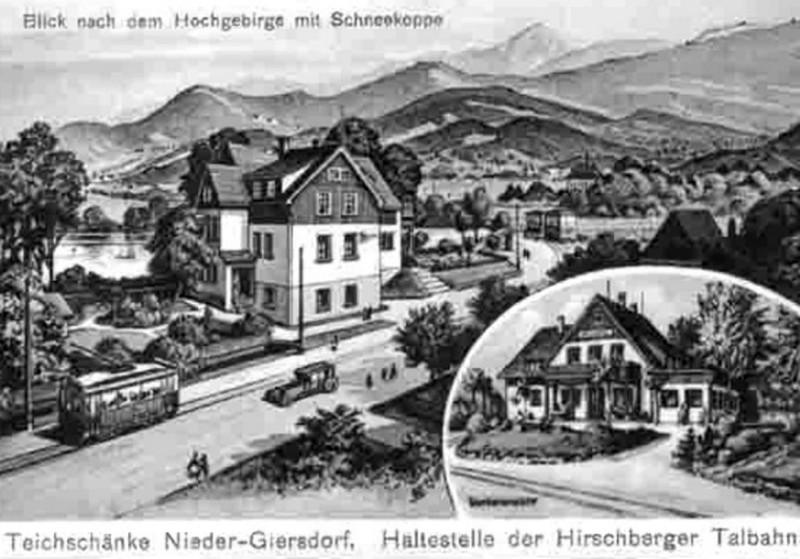
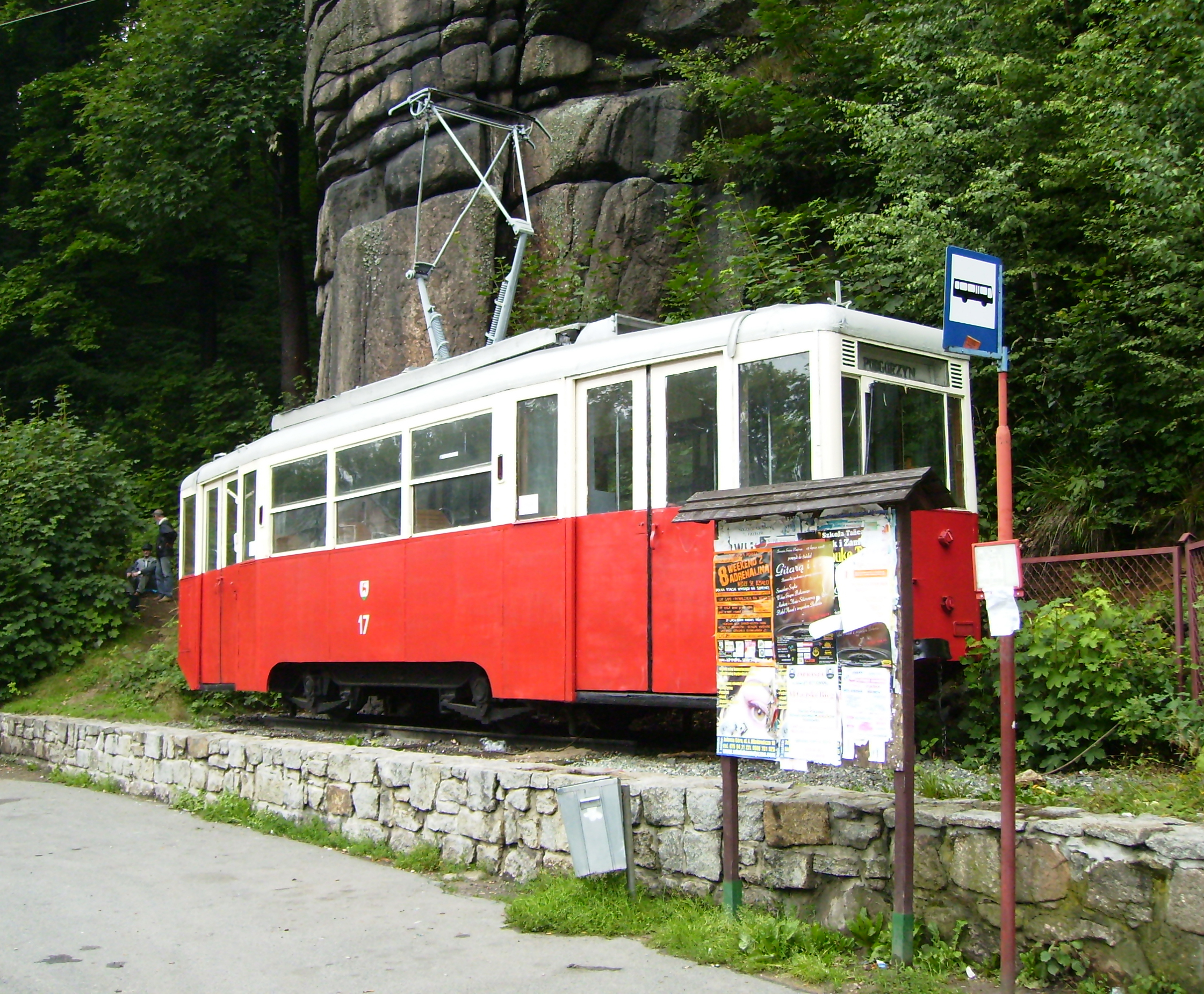